# 新疆生产建设兵团第五师八十四团
新疆生产建设兵团第五师八十四团是中华人民共和国新疆生产建设兵团第五师下辖的一个团，与新疆维吾尔自治区双河市石峪镇实行“团镇合一”的管理体制。

## 行政区划
新疆生产建设兵团第五师八十四团下辖以下单位：
团部、一连、二连、三连、四连、五连、六连、七连、九连、十连、十一连、草业公司生活区和种羊场。